# Coupe des confédérations 2017
Navigation
Brésil 2013
La Coupe des confédérations 2017 est la dixième et dernière édition de la Coupe des confédérations, compétition internationale de football organisée par la FIFA. Elle se déroule en Russie, pays hôte de la Coupe du monde 2018.
Huit équipes prennent part à la compétition : outre le pays hôte (Russie) et le champion du monde 2014 (Allemagne), on retrouve les six champions continentaux en titre.
Le tournoi fait figure de répétition générale pour les organisateurs de la Coupe du monde de 2018, qui se déroule également en Russie. En finale, l'Allemagne l'emporte sur le Chili sur le score de 1 à 0.

## Préparation de l'événement

### Villes et stades retenus
Le 14 décembre 2012, le comité exécutif de la FIFA annonce les quatre stades retenus pour la compétition :
| \| Kazan Moscou Saint-Pétersbourg Sotchi \| Sites de cette édition de la Coupe des confédérations |
| Kazan Moscou Saint-Pétersbourg Sotchi                                                             |

| Kazan                                | Saint-Pétersbourg                                   | Moscou                                    | Sotchi                               |
| ------------------------------------ | --------------------------------------------------- | ----------------------------------------- | ------------------------------------ |
| Kazan Arena Capacité prévue : 45 105 | Stade de Saint-Pétersbourg Capacité prévue : 60 500 | Stade du Spartak Capacité prévue : 45 360 | Stade Ficht Capacité prévue : 47 659 |
|                                      |                                                     |                                           |                                      |

## Acteurs

### Équipes participantes
| Équipe           | Confédération | Qualification                                                                            | Date de qualification | Participation |
| ---------------- | ------------- | ---------------------------------------------------------------------------------------- | --------------------- | ------------- |
| Russie           | UEFA          | Pays hôte et organisateur de la Coupe du monde 2018                                      | 2 décembre 2010       | 1re           |
| Australie        | AFC           | Vainqueur de la Coupe d'Asie 2015                                                        | 31 janvier 2015       | 4e            |
| Chili            | CONMEBOL      | Vainqueur de la Copa América 2015 (et de la Copa América Centenario)                     | 4 juillet 2015        | 1re           |
| Mexique          | CONCACAF      | Vainqueur du barrage entre le vainqueur de la Gold Cup 2013 et celui de la Gold Cup 2015 | 10 octobre 2015       | 7e            |
| Nouvelle-Zélande | OFC           | Vainqueur de la Coupe d'Océanie 2016                                                     | 11 juin 2016          | 4e            |
| Portugal         | UEFA          | Vainqueur de l'Euro 2016                                                                 | 10 juillet 2016       | 1re           |
| Cameroun         | CAF           | Vainqueur de la Coupe d'Afrique des nations 2017                                         | 5 février 2017        | 3e            |
| Allemagne        | UEFA          | Vainqueur de la Coupe du monde 2014                                                      | 13 juillet 2014       | 3e            |

#### Barrage de la CONCACAF
En octobre 2015, un match de barrage est organisé entre les États-Unis, vainqueur de la Gold Cup 2013, et le Mexique, vainqueur de la Gold Cup 2015, afin de déterminer le représentant de la zone CONCACAF à la Coupe des confédérations 2017.
| 10 octobre 2015 | États-Unis              | 2 - 3 a. p. | Mexique                                    | Rose Bowl, Pasadena                           |                                               |
| 19:30 UTC-8     | Cameron 15e · Wood 108e | (1 - 1)     | 10e Hernández · 96e Peralta · 118e Aguilar | Spectateurs : 93 420 Arbitrage : Joel Aguilar | Spectateurs : 93 420 Arbitrage : Joel Aguilar |
| 19:30 UTC-8     | Rapport                 |             |                                            | Spectateurs : 93 420 Arbitrage : Joel Aguilar | Spectateurs : 93 420 Arbitrage : Joel Aguilar |

### Arbitres
| Confédération | Arbitre          | Arbitres assistants                    | Arbitre de réserve | Arbitres assistants vidéo                       |
| ------------- | ---------------- | -------------------------------------- | ------------------ | ----------------------------------------------- |
| AFC           | Fahad al-Mirdasi | Abdullah Al-Shalawi Mohammed Al-Abakry | –                  | Ravshan Irmatov                                 |
| AFC           | Alireza Faghani  | Reza Sokhandan Mohammadreza Mansouri   | –                  | Ravshan Irmatov                                 |
| CAF           | Bakary Gassama   | Jean-Claude Birumushahu Marwa Range    | –                  | Malang Diedhiou                                 |
| CONCACAF      | Mark Geiger      | Joe Fletcher Charles Justin Morgante   | –                  | Jair Marrufo                                    |
| CONMEBOL      | Néstor Pitana    | Hernán Maidana Juan Pablo Belatti      | –                  | Enrique Cáceres Sandro Ricci                    |
| CONMEBOL      | Wilmar Roldán    | Alexander Guzman Cristian De La Cruz   | –                  | Enrique Cáceres Sandro Ricci                    |
| OFC           | –                | –                                      | Abdelkader Zitouni | –                                               |
| UEFA          | Milorad Mažić    | Milovan Ristić Dalibor Đurđević        | –                  | Artur Soares Dias Ovidiu Hațegan Clément Turpin |
| UEFA          | Gianluca Rocchi  | Elenito Di Liberatore Mauro Tonolini   | –                  | Artur Soares Dias Ovidiu Hațegan Clément Turpin |
| UEFA          | Damir Skomina    | Jure Praprotnik Robert Vukan           | –                  | Artur Soares Dias Ovidiu Hațegan Clément Turpin |

## Déroulement du tournoi

### Format et tirage au sort
Le tirage au sort a eu lieu le 26 novembre 2016 à la Tennis Academy de Kazan.

### Premier tour

#### Groupe A

##### Classement et résultats
| Rang | Équipe           | Pts | J | G | N | P | Bp | Bc | Diff |  | Résultats (▼ dom., ► ext.) |  |     |     |     |
| ---- | ---------------- | --- | - | - | - | - | -- | -- | ---- |  | -------------------------- |  | --- | --- | --- |
| 1    | Portugal         | 7   | 3 | 2 | 1 | 0 | 7  | 2  | +5   |  | Russie                     |  | 2-0 | 0-1 | 1-2 |
| 2    | Mexique          | 7   | 3 | 2 | 1 | 0 | 6  | 4  | +2   |  | Nouvelle-Zélande           |  |     | 0-4 | 1-2 |
| 3    | Russie           | 3   | 3 | 1 | 0 | 2 | 3  | 3  | 0    |  | Portugal                   |  |     |     | 2-2 |
| 4    | Nouvelle-Zélande | 0   | 3 | 0 | 0 | 3 | 1  | 8  | -7   |  | Mexique                    |  |     |     |     |

     Équipe qualifiée ou victorieuse; Pts = points; J = joués; G = gagnés; N = nuls; P = perdus;

Bp = buts pour; Bc = buts contre; Diff = différence de buts

##### Détails des matchs
| J 1                      | Russie                        | 2 - 0   | Nouvelle-Zélande | Stade Krestovski, Saint-Pétersbourg                                         |                                                                             |
| 17 juin 2017 18h00 UTC+3 | Boxall 31e (csc) · Smolov 69e | (1 - 0) |                  | Spectateurs : 50 251 Arbitrage : Wilmar Roldán Arbitre vidéo : Sandro Ricci | Spectateurs : 50 251 Arbitrage : Wilmar Roldán Arbitre vidéo : Sandro Ricci |
| 17 juin 2017 18h00 UTC+3 | Rapport                       |         |                  | Spectateurs : 50 251 Arbitrage : Wilmar Roldán Arbitre vidéo : Sandro Ricci | Spectateurs : 50 251 Arbitrage : Wilmar Roldán Arbitre vidéo : Sandro Ricci |

| J 1                      | Portugal                  | 2 - 2   | Mexique                      | Kazan-Arena, Kazan                                                          |                                                                             |
| 18 juin 2017 18h00 UTC+3 | Quaresma 35e · Cédric 86e | (1 - 1) | 42e Hernández · 90+2e Moreno | Spectateurs : 34 372 Arbitrage : Néstor Pitana Arbitre vidéo : Jair Marrufo | Spectateurs : 34 372 Arbitrage : Néstor Pitana Arbitre vidéo : Jair Marrufo |
| 18 juin 2017 18h00 UTC+3 | Rapport                   |         |                              | Spectateurs : 34 372 Arbitrage : Néstor Pitana Arbitre vidéo : Jair Marrufo | Spectateurs : 34 372 Arbitrage : Néstor Pitana Arbitre vidéo : Jair Marrufo |

| J 2                      | Russie  | 0 - 1   | Portugal   | Otkrytie Arena, Moscou                                                        |                                                                               |
| 21 juin 2017 18h00 UTC+3 |         | (0 - 1) | 8e Ronaldo | Spectateurs : 42 759 Arbitrage : Gianluca Rocchi Arbitre vidéo : Sandro Ricci | Spectateurs : 42 759 Arbitrage : Gianluca Rocchi Arbitre vidéo : Sandro Ricci |
| 21 juin 2017 18h00 UTC+3 | Rapport |         |            | Spectateurs : 42 759 Arbitrage : Gianluca Rocchi Arbitre vidéo : Sandro Ricci | Spectateurs : 42 759 Arbitrage : Gianluca Rocchi Arbitre vidéo : Sandro Ricci |

| J 2                      | Mexique                   | 2 - 1   | Nouvelle-Zélande | Stade olympique, Sotchi                                                        |                                                                                |
| 21 juin 2017 21h00 UTC+3 | Jiménez 54e · Peralta 72e | (0 - 1) | 42e Wood         | Spectateurs : 25 133 Arbitrage : Bakary Gassama Arbitre vidéo : Clément Turpin | Spectateurs : 25 133 Arbitrage : Bakary Gassama Arbitre vidéo : Clément Turpin |
| 21 juin 2017 21h00 UTC+3 | Rapport                   |         |                  | Spectateurs : 25 133 Arbitrage : Bakary Gassama Arbitre vidéo : Clément Turpin | Spectateurs : 25 133 Arbitrage : Bakary Gassama Arbitre vidéo : Clément Turpin |

| J 3                      | Mexique                 | 2 - 1   | Russie      | Kazan-Arena, Kazan                                                                |                                                                                   |
| 24 juin 2017 18h00 UTC+3 | Araujo 30e · Lozano 52e | (1 - 1) | 25e Samedov | Spectateurs : 41 585 Arbitrage : Fahad Al-Mirdasi Arbitre vidéo : Ravshan Irmatov | Spectateurs : 41 585 Arbitrage : Fahad Al-Mirdasi Arbitre vidéo : Ravshan Irmatov |
| 24 juin 2017 18h00 UTC+3 | Rapport                 |         |             | Spectateurs : 41 585 Arbitrage : Fahad Al-Mirdasi Arbitre vidéo : Ravshan Irmatov | Spectateurs : 41 585 Arbitrage : Fahad Al-Mirdasi Arbitre vidéo : Ravshan Irmatov |

| J 3                      | Nouvelle-Zélande | 0 - 4   | Portugal                                                      | Stade Krestovski, Saint-Pétersbourg                                       |                                                                           |
| 24 juin 2017 18h00 UTC+3 |                  | (0 - 2) | 33e (pen.) Ronaldo · 37e B. Silva · 80e A. Silva · 90+1e Nani | Spectateurs : 56 290 Arbitrage : Mark Geiger Arbitre vidéo : Sandro Ricci | Spectateurs : 56 290 Arbitrage : Mark Geiger Arbitre vidéo : Sandro Ricci |
| 24 juin 2017 18h00 UTC+3 | Rapport          |         |                                                               | Spectateurs : 56 290 Arbitrage : Mark Geiger Arbitre vidéo : Sandro Ricci | Spectateurs : 56 290 Arbitrage : Mark Geiger Arbitre vidéo : Sandro Ricci |

Dans ce groupe A, le Portugal, champion d'Europe, part comme le principal favori malgré les récentes défaites de la Seleção face à la Suisse (2-0) pour les éliminatoires pour la Coupe du monde 2018, et face à la Suède en match de préparation (2-3). Le Mexique, vainqueur de la Gold Cup 2015, a arraché sa qualification en barrages aux dépens des États-Unis et semble être l'autre favori de ce groupe. La Russie, qui sort d'une Coupe du monde 2014 ratée et d'un Euro 2016 catastrophique, a continué sur cette mauvaise dynamique lors des matchs de préparation face à des équipes théoriquement inférieures et inquiète à un an seulement de "sa" coupe du monde. Toutefois, les récents résultats de la Sbornaya combinés au fait que les joueurs évolueront à domicile placent la Russie comme outsider. Enfin, la Nouvelle-Zélande, vainqueur de la Coupe d'Océanie 2016 aux tirs au but face à la Papouasie-Nouvelle-Guinée, fait figure de petit poucet dans la compétition et semble promis à faire de la figuration et à limiter la casse.
Lors du match d'ouverture, la Russie s'est facilement imposée 2-0 face à des All Whites qui ont eu très peu d'occasions. Le score aurait pu même être plus lourd si le gardien n'avait pas multiplié les arrêts sur sa ligne. Dans le choc du groupe A, le Portugal a été tenu en échec par un Mexique dominateur mais peu réaliste (2-2) et qui est revenu au score par deux fois. Lors du 2e match entre nations européennes déjà décisif pour la qualification en demi-finale, le champion d'Europe en titre s'est imposé sur le plus petit des scores dès la 8e minute de jeu et permet au Portugal d'entrevoir les qualifications. Le réveil de la Sbornaya en seconde mi-temps n'y changera rien, les joueurs pêchant dans le dernier geste. Pour le second match de cette 2e journée, le Mexique s'est fait peur face à la Nouvelle-Zélande en concédant l'ouverture du score mais les Mexicains ont renversé la situation durant la 2e période (2-1), se plaçant en position de force avant leur dernier match face au pays organisateur. Lors de la troisième journée, le Portugal dispose de la Nouvelle-Zélande 4 à 0 et se qualifie pour les demi-finales, tandis que la Russie, pays organisateur, est éliminé par le Mexique (1-2). El Tricolor termine deuxième de ce groupe.

#### Groupe B

##### Classements et résultats
| Rang | Équipe    | Pts | J | G | N | P | Bp | Bc | Diff |  | Résultats (▼ dom., ► ext.) |  |     |     |     |
| ---- | --------- | --- | - | - | - | - | -- | -- | ---- |  | -------------------------- |  | --- | --- | --- |
| 1    | Allemagne | 7   | 3 | 2 | 1 | 0 | 7  | 4  | +3   |  | Cameroun                   |  | 0-2 | 1-1 | 1-3 |
| 2    | Chili     | 5   | 3 | 1 | 2 | 0 | 4  | 2  | +2   |  | Chili                      |  |     | 1-1 | 1-1 |
| 3    | Australie | 2   | 3 | 0 | 2 | 1 | 4  | 5  | -1   |  | Australie                  |  |     |     | 2-3 |
| 4    | Cameroun  | 1   | 3 | 0 | 1 | 2 | 2  | 6  | -4   |  | Allemagne                  |  |     |     |     |

     Équipe qualifiée ou victorieuse; Pts = points; J = joués; G = gagnés; N = nuls; P = perdus;

Bp = buts pour; Bc = buts contre; Diff = différence de buts

##### Détails des matchs
| J 1                      | Cameroun | 0 - 2   | Chili                    | Otkrytie Arena, Moscou                                                        |                                                                               |
| 18 juin 2017 21h00 UTC+3 |          | (0 - 0) | 81e Vidal · 90+1e Vargas | Spectateurs : 33 492 Arbitrage : Damir Skomina Arbitre vidéo : Clément Turpin | Spectateurs : 33 492 Arbitrage : Damir Skomina Arbitre vidéo : Clément Turpin |
| 18 juin 2017 21h00 UTC+3 | Rapport  |         |                          | Spectateurs : 33 492 Arbitrage : Damir Skomina Arbitre vidéo : Clément Turpin | Spectateurs : 33 492 Arbitrage : Damir Skomina Arbitre vidéo : Clément Turpin |

| J 1                      | Australie             | 2 - 3   | Allemagne                                     | Stade olympique, Sotchi                                                    |                                                                            |
| 19 juin 2017 18h00 UTC+3 | Rogić 41e · Jurić 56e | (1 - 2) | 5e Stindl · 44e (pen.) Draxler · 48e Goretzka | Spectateurs : 28 605 Arbitrage : Mark Geiger Arbitre vidéo : Wilmar Roldán | Spectateurs : 28 605 Arbitrage : Mark Geiger Arbitre vidéo : Wilmar Roldán |
| 19 juin 2017 18h00 UTC+3 | Rapport               |         |                                               | Spectateurs : 28 605 Arbitrage : Mark Geiger Arbitre vidéo : Wilmar Roldán | Spectateurs : 28 605 Arbitrage : Mark Geiger Arbitre vidéo : Wilmar Roldán |

| J 2                      | Cameroun             | 1 - 1   | Australie           | Stade Krestovski, Saint-Pétersbourg                                         |                                                                             |
| 22 juin 2017 18h00 UTC+3 | Zambo Anguissa 45+1e | (1 - 0) | 60e (pen.) Milligan | Spectateurs : 35 021 Arbitrage : Milorad Mažić Arbitre vidéo : Jair Marrufo | Spectateurs : 35 021 Arbitrage : Milorad Mažić Arbitre vidéo : Jair Marrufo |
| 22 juin 2017 18h00 UTC+3 | Rapport              |         |                     | Spectateurs : 35 021 Arbitrage : Milorad Mažić Arbitre vidéo : Jair Marrufo | Spectateurs : 35 021 Arbitrage : Milorad Mažić Arbitre vidéo : Jair Marrufo |

| J 2                      | Allemagne  | 1 - 1   | Chili      | Kazan-Arena, Kazan                                                                 |                                                                                    |
| 22 juin 2017 21h00 UTC+3 | Stindl 41e | (1 - 1) | 6e Sánchez | Spectateurs : 38 222 Arbitrage : Alireza Faghani Arbitre vidéo : Artur Soares Dias | Spectateurs : 38 222 Arbitrage : Alireza Faghani Arbitre vidéo : Artur Soares Dias |
| 22 juin 2017 21h00 UTC+3 | Rapport    |         |            | Spectateurs : 38 222 Arbitrage : Alireza Faghani Arbitre vidéo : Artur Soares Dias | Spectateurs : 38 222 Arbitrage : Alireza Faghani Arbitre vidéo : Artur Soares Dias |

| J 3                      | Allemagne                     | 3 - 1   | Cameroun      | Stade olympique, Sotchi                                                          |                                                                                  |
| 25 juin 2017 18h00 UTC+3 | Demirbay 48e · Werner 66e 81e | (0 - 0) | 78e Aboubakar | Spectateurs : 30 230 Arbitrage : Wilmar Roldán Arbitre vidéo : Artur Soares Dias | Spectateurs : 30 230 Arbitrage : Wilmar Roldán Arbitre vidéo : Artur Soares Dias |
| 25 juin 2017 18h00 UTC+3 | Rapport                       |         |               | Spectateurs : 30 230 Arbitrage : Wilmar Roldán Arbitre vidéo : Artur Soares Dias | Spectateurs : 30 230 Arbitrage : Wilmar Roldán Arbitre vidéo : Artur Soares Dias |

| J 3                      | Chili         | 1 - 1   | Australie  | Otkrytie Arena, Moscou                                                          |                                                                                 |
| 25 juin 2017 18h00 UTC+3 | Rodríguez 72e | (0 - 1) | 42e Troisi | Spectateurs : 33 639 Arbitrage : Gianluca Rocchi Arbitre vidéo : Ovidiu Hategan | Spectateurs : 33 639 Arbitrage : Gianluca Rocchi Arbitre vidéo : Ovidiu Hategan |
| 25 juin 2017 18h00 UTC+3 | Rapport       |         |            | Spectateurs : 33 639 Arbitrage : Gianluca Rocchi Arbitre vidéo : Ovidiu Hategan | Spectateurs : 33 639 Arbitrage : Gianluca Rocchi Arbitre vidéo : Ovidiu Hategan |

L'Allemagne, vainqueur de la Coupe du monde 2014 et demi-finaliste de l'Euro 2016, et le Chili, double-tenant du titre de la Copa América, sont les deux favoris logiques du groupe. Mais le Cameroun, vainqueur de la Coupe d'Afrique 2017 alors qu'il n'était pas attendu, et l'Australie, vainqueur de « sa » Coupe d'Asie 2015, peuvent toutefois espérer déjouer les pronostics.
Dans le premier match du groupe, un Chili dominateur se défait difficilement du Cameroun dans les dix dernières minutes sur le score de deux buts à zéro. Le lendemain, l'Allemagne se fait peur face à l'Australie mais s'impose sur le score de 3 buts à 2. Lors du premier match de la deuxième journée, les deux derniers se séparent sur un match nul (1-1) et devront compter sur un exploit face aux deux leaders du groupe, qui se sont entretemps neutralisés eux-aussi sur le score d'un but partout, pour entrevoir une qualifications en demi-finale.
Mais le miracle escompté ne se produira pas lors de la dernière journée de la phase de groupes, le Cameroun chutant face à l'Allemagne (1-3) tandis que l'Australie, qui avait dans un premier temps ouvert le score face au Chili et devait marquer un autre but pour se qualifier, se fera finalement rejoindre au score en seconde mi-temps (1-1). Mais ce nul fait les affaires de la Mannschaft, qui termine en tête du groupe, le Chili se qualifie lui aussi en héritant de la 2e place.

### Tableau final
|  | Demi-finales                   | Demi-finales                |                        |   | Finale                                    | Finale                                    |
|  | Demi-finales                   | Demi-finales                |                        |   | Finale                                    | Finale                                    |
|  |                                |                             |                        |   |                                           |                                           |
|  | 28 juin 2017 à 21h00, Kazan    | 28 juin 2017 à 21h00, Kazan |                        |   | 2 juillet 2017 à 21h00, Saint-Pétersbourg | 2 juillet 2017 à 21h00, Saint-Pétersbourg |
|  | 28 juin 2017 à 21h00, Kazan    | 28 juin 2017 à 21h00, Kazan |                        |   | 2 juillet 2017 à 21h00, Saint-Pétersbourg | 2 juillet 2017 à 21h00, Saint-Pétersbourg |
|  | Portugal                       | 0ap (0)                     |                        |   | 2 juillet 2017 à 21h00, Saint-Pétersbourg | 2 juillet 2017 à 21h00, Saint-Pétersbourg |
|  | Portugal                       | 0ap (0)                     |                        |   | 2 juillet 2017 à 21h00, Saint-Pétersbourg | 2 juillet 2017 à 21h00, Saint-Pétersbourg |
|  | Chili                          | 0 tab(3)                    |                        |   | 2 juillet 2017 à 21h00, Saint-Pétersbourg | 2 juillet 2017 à 21h00, Saint-Pétersbourg |
|  | Chili                          | 0 tab(3)                    | Chili                  | 0 |                                           |                                           |
|  | 29 juin 2017 à 21h00, Sotchi   |                             | Chili                  | 0 |                                           |                                           |
|  |                                | Allemagne                   | 1                      |   |                                           |                                           |
|  | Allemagne                      | Allemagne                   | 1                      | 4 |                                           |                                           |
|  | Allemagne                      |                             |                        | 4 |                                           |                                           |
|  | Mexique                        | 1                           |                        |   |                                           |                                           |
|  | Mexique                        | 1                           | Match pour la 3e place |   |                                           |                                           |
|  |                                |                             |                        |   |                                           |                                           |
|  | 2 juillet 2017 à 15h00, Moscou |                             |                        |   |                                           |                                           |
|  |                                |                             |                        |   |                                           |                                           |
|  | Portugal                       | 2 ap                        |                        |   |                                           |                                           |
|  | Portugal                       | 2 ap                        |                        |   |                                           |                                           |
|  | Mexique                        | 1                           |                        |   |                                           |                                           |
|  | Mexique                        | 1                           |                        |   |                                           |                                           |

#### Demi-finales
| 28 juin 2017 | Portugal                   | 0 - 0 a. p.       | Chili                      | Kazan-Arena, Kazan                                                               |                                                                                  |
| 21h00 UTC+3  |                            | (0 - 0)           |                            | Spectateurs : 40 855 Arbitrage : Alireza Faghani Arbitre vidéo : Ravshan Irmatov | Spectateurs : 40 855 Arbitrage : Alireza Faghani Arbitre vidéo : Ravshan Irmatov |
| 21h00 UTC+3  | Rapport                    |                   |                            | Spectateurs : 40 855 Arbitrage : Alireza Faghani Arbitre vidéo : Ravshan Irmatov | Spectateurs : 40 855 Arbitrage : Alireza Faghani Arbitre vidéo : Ravshan Irmatov |
| 21h00 UTC+3  | Quaresma · Moutinho · Nani | Tirs au but 0 - 3 | Vidal · Aránguiz · Sánchez | Spectateurs : 40 855 Arbitrage : Alireza Faghani Arbitre vidéo : Ravshan Irmatov | Spectateurs : 40 855 Arbitrage : Alireza Faghani Arbitre vidéo : Ravshan Irmatov |

| 29 juin 2017 | Allemagne                                  | 4 - 1   | Mexique    | Stade olympique, Sotchi                                                     |                                                                             |
| 21h00 UTC+3  | Goretzka 6e 8e · Werner 59e · Younes 90+1e | (2 - 0) | 89e Fabián | Spectateurs : 37 923 Arbitrage : Néstor Pitana Arbitre vidéo : Sandro Ricci | Spectateurs : 37 923 Arbitrage : Néstor Pitana Arbitre vidéo : Sandro Ricci |
| 21h00 UTC+3  | Rapport                                    |         |            | Spectateurs : 37 923 Arbitrage : Néstor Pitana Arbitre vidéo : Sandro Ricci | Spectateurs : 37 923 Arbitrage : Néstor Pitana Arbitre vidéo : Sandro Ricci |

#### Match pour la troisième place
| 2 juillet 2017 | Portugal                | 2 - 1 a. p. | Mexique        | Otkrytie Arena, Moscou                                                         |                                                                                |
| 15h00 UTC+3    | Pepe 90+1e · Silva 104e | (0 - 0)     | 54e (csc) Neto | Spectateurs : 42 659 Arbitrage : Fahad Al-Mirdasi Arbitre vidéo : Sandro Ricci | Spectateurs : 42 659 Arbitrage : Fahad Al-Mirdasi Arbitre vidéo : Sandro Ricci |
| 15h00 UTC+3    | Rapport                 |             |                | Spectateurs : 42 659 Arbitrage : Fahad Al-Mirdasi Arbitre vidéo : Sandro Ricci | Spectateurs : 42 659 Arbitrage : Fahad Al-Mirdasi Arbitre vidéo : Sandro Ricci |

#### Finale
| 2 juillet 2017                          | Chili | 0 - 1   | Allemagne  | Stade Krestovski, Saint-Pétersbourg                                           |                                                                               |
| 21h (UTC+3) · Historique des rencontres |       | (0 - 1) | 20e Stindl | Spectateurs : 57 268 Arbitrage : Milorad Mažić Arbitre vidéo : Clément Turpin | Spectateurs : 57 268 Arbitrage : Milorad Mažić Arbitre vidéo : Clément Turpin |

| Chili | Allemagne |

| GK                 | 1  | Claudio Bravo (c) | 90e |     |
| RB                 | 4  | Mauricio Isla     |     |     |
| CB                 | 17 | Gary Medel        |     |     |
| CB                 | 18 | Gonzalo Jara      | 65e |     |
| LB                 | 15 | Jean Beausejour   |     |     |
| DM                 | 21 | Marcelo Díaz      |     | 53e |
| CM                 | 20 | Charles Aránguiz  |     | 81e |
| CM                 | 10 | Pablo Hernández   |     |     |
| AM                 | 8  | Arturo Vidal      | 59e |     |
| CF                 | 11 | Eduardo Vargas    | 75e | 81e |
| CF                 | 7  | Alexis Sánchez    |     |     |
| Changements :      |    |                   |     |     |
| FW                 | 19 | Leonardo Valencia |     | 53e |
| FW                 | 9  | Ángelo Sagal      |     | 81e |
| FW                 | 22 | Edson Puch        |     | 81e |
| Sélectionneur :    |    |                   |     |     |
| Juan Antonio Pizzi |    |                   |     |     |

| GK              | 22 | Marc-André ter Stegen |       |       |
| CB              | 4  | Matthias Ginter       |       |       |
| CB              | 16 | Antonio Rüdiger       |       |       |
| CB              | 2  | Shkodran Mustafi      |       |       |
| RM              | 18 | Joshua Kimmich        | 59e   |       |
| CM              | 8  | Leon Goretzka         |       | 90+2e |
| CM              | 21 | Sebastian Rudy        | 90+2e |       |
| LM              | 3  | Jonas Hector          |       |       |
| RW              | 13 | Lars Stindl           |       |       |
| LW              | 7  | Julian Draxler (c)    |       |       |
| CF              | 11 | Timo Werner           |       | 79e   |
| Changements :   |    |                       |       |       |
| MF              | 14 | Emre Can              | 90e   | 79e   |
| DF              | 17 | Niklas Süle           |       | 90+2e |
| Sélectionneur : |    |                       |       |       |
| Joachim Löw     |    |                       |       |       |

| Homme du match : Marc-André ter Stegen Assistants : Milovan Ristić Dalibor Đurđević Quatrième arbitre : Damir Skomina Arbitres Assistants Vidéo : Clément Turpin Jure Praprotnik Artur Soares Dias |

## Statistiques

### Statistiques générales
Nombre de buts par équipe
- Allemagne : 12 buts
- Portugal : 9 buts
- Mexique : 8 buts
- Chili : 4 buts
- Australie : 4 buts
- Russie : 3 buts
- Cameroun : 2 buts
- Nouvelle-Zélande : 1 but

### Homme du match
À la fin de chaque match de la compétition, un « Homme du match » est désigné.
- Cristiano Ronaldo : 3 fois
- Marc-André ter Stegen : 1 fois
- Julian Draxler : 1 fois
- Leon Goretzka : 1 fois
- Timo Werner : 1 fois
- Arturo Vidal : 1 fois
- Alexis Sánchez : 1 fois
- Claudio Bravo : 1 fois
- Javier Aquino : 1 fois
- Guillermo Ochoa : 1 fois
- Hirving Lozano : 1 fois
- André Zambo Anguissa : 1 fois
- Fyodor Smolov : 1 fois
- James Troisi : 1 fois

### Ballon d'or du meilleur joueur
Le Ballon d'or du meilleur joueur est la récompense donnée au meilleur joueur de la Coupe des confédérations.
| Place              | Joueur         |
| ------------------ | -------------- |
| Médaille d'or      | Julian Draxler |
| Médaille d'argent  | Alexis Sánchez |
| Médaille de bronze | Leon Goretzka  |

### Buteurs
3 buts
- Lars Stindl
- Timo Werner
- Leon Goretzka

2 buts
- Cristiano Ronaldo

1 but
- Fyodor Smolov
- Aleksandr Samedov
- Ricardo Quaresma
- Bernardo Silva
- André Silva
- Adrien Silva
- Pepe
- Nani
- Cédric Soares
- Javier Hernández Balcázar
- Raúl Jiménez
- Hirving Lozano
- Néstor Araujo
- Héctor Moreno
- Oribe Peralta
- Marco Fabián
- Alexis Sanchez
- Arturo Vidal
- Eduardo Vargas
- Martin Rodriguez
- Julian Draxler
- Kerem Demirbay
- Amin Younes
- Tom Rogić
- Tomi Jurić
- Mark Milligan
- James Troisi
- Chris Wood
- André Zambo Anguissa
- Vincent Aboubakar

Buts contre son camp
- Michael Boxall (contre la Russie)
- Luís Neto (contre le Mexique)

### Affluences
| Match                       | Affluence |
| --------------------------- | --------- |
| Russie - Nouvelle-Zélande   | 50 251    |
| Portugal - Mexique          | 34 372    |
| Cameroun - Chili            | 33 492    |
| Australie - Allemagne       | 28 605    |
| Russie - Portugal           | 42 759    |
| Mexique - Nouvelle-Zélande  | 25 133    |
| Cameroun - Australie        | 35 021    |
| Allemagne - Chili           | 38 222    |
| Mexique - Russie            | 41 585    |
| Nouvelle-Zélande - Portugal | 56 290    |
| Allemagne - Cameroun        | 30 230    |
| Chili - Australie           | 33 639    |
| Portugal - Chili            | 40 855    |
| Allemagne - Mexique         | 37 923    |
| Portugal - Mexique          | 42 659    |
| Chili - Allemagne           | 57 268    |